# Raquilla
En botánica, se denomina raquilla al pequeño eje prolongado arriba de la inserción de las glumas, que sostiene cada antecio en las espiguillas de las gramíneas. 